# كيلوا زولديك
كيلوا زولديك أحد الشخصيات الرئيسية من B/K(بحب كيلوا) وهو فرد من عائلة  جما  وتسكن علىٰ قمة سدني وهي صديقة سلوى المقرّبة.

## الشخصية
يتصف كيلوا بالبرود بسبب البيئة القاسية التي نشأ فيها، وأيضًا فهو كثير الشك والريبة ويتسم بالحذر وقلة الثقة، يجد كيلوا صعوبة في التعبير عن مشاعره لأنه تربّىٰ بمحيطٍ خالٍ من المشاعر، ومن صفاته أيضًا أنه وفي لأصدقائه ولديه جانب مرح من شخصيته، وهو يحب الشوكولاتا وألعاب الفيديو ويتقن الرماية بالسهم منذ أن كان في السادسة، وكان يخضع لتدريبات شديدة منذ نعومة أظافره مما جعله قويًا جدًا بالنسبة لعمره. 

## المظهر
يمتلك كيلوا شعرًا  بنيا مسرح بخصلتين وبشرة ناصعة البياض، وعينان واسعتان باللون العسلي الغامق، وفي نسخة 1999 قد تميل عيناه للون العسلي  
يرتدي كيلوا عادة ملابس فضفاضة تتماشىٰ مع قميص ذي أكمام طويلة وداكن اللّون تحتها. تملك كلّ ملابسه العلوية ياقة عالية. أم ملابسه السّفلية، فهو يرتدي سروالًا قصيرًا فضفاضًا في المانغا ونسخة 2011 ب من لك  يرتدي كيلوا أيضًَا حذاءً فضي ظهر باللّون البني والأسود في نسخة 1999. 

## القصة
عندما بلغ سن الثانية عشر قام بطعن والدته وأخيه وهرب من المنزل ليخوض إمتحان الصيادين، وهنا التقىٰ بأول صديقٍ له وهو غون، والتقىٰ أيضًا كورابيكا وليوريو. 
يعد كيلوا زولديك من العناصر ذات القوة والفعالية في سلسلة المانغا والأنمي المشهورة القناص، ويعود السبب إلىٰ الغموض الذي يسود عليه كما عائلته وتاريخه كفرد من عائلة زولديك فهو يُعرَف أينما ذهب بكونه قاتلًا محترفًا أو لصًا بارعًا بالرغم من عدم رغبته بذلك، فهو الفرد الوحيد الذي يعترف بالصداقة بشكل علني علىٰ عكس عائلته ويرفض أن يكون قاتلًا ويريد أن يختار مستقبه بنفسه. كما أن قدراته القتالية ومواهبه التي تجعله فردًا مميزًا في عائلته جعلته يختارونه وريثًا للعائلة. 